# Denver & Rio Grande Western Railroad Boxcar No. 3132
 (avril 2020).
Si vous disposez d'ouvrages ou d'articles de référence ou si vous connaissez des sites web de qualité traitant du thème abordé ici, merci de compléter l'article en donnant les références utiles à sa vérifiabilité et en les liant à la section « Notes et références ».
La Denver & Rio Grande Western Railroad Boxcar No. 3132 est un wagon ferroviaire américain exposé sur le D & RG Narrow Gauge Trestle, près de Cimarron, dans le comté de Montrose, au Colorado. Protégé au sein de la Curecanti National Recreation Area, ce wagon couvert de la Denver and Rio Grande Western Railroad est lui-même inscrit au Registre national des lieux historiques depuis le 21 septembre 2009.